# Stadion pod Bijelim Brijegom
Het Stadion pod Bijelim Brijegom (Kroatisch: Stadion HŠK Zrinjski) is een multifunctioneel stadion in Mostar, een stad in Bosnië en Herzegovina. Het stadion ligt in de wijk Bijeli Brijeg.
Het stadion wordt vooral gebruikt voor voetbalwedstrijden, de voetbalclub HŠK Zrinjski Mostar maakt gebruik van dit stadion. In het stadion is plaats voor 25.000 toeschouwers (waarvan ongeveer 8.000 zitplaatsen). Het stadion werd geopend in 1958.